# Chiesa di San Floriano (Rive d'Arcano)
La chiesa di San Floriano Martire è la chiesa di Pozzalis, frazione di Rive d'Arcano, in provincia ed arcidiocesi di Udine; è una chiesa sussidiaria della chiesa parrocchiale di Rive d'Arcano.

## Storia
Una prima chiesa fu edificata attorno al 1400 come piccola cappella cimiteriale, strettamente legata alla pieve di Fagagna e alla parrocchia di Madrisio; nel 1505 fu ampliata grazie all'impegno della comunità e alla nascita della Scuola di San Floriano, una confraternita locale che favorì significativi lavori sulla cappella.
Nel corso del XVII secolo fu edificato una nuova chiesa, consacrata nel 1674 dal cardinale Giovanni Dolfin, patriarca di Aquileia; tra il 1751 e il 1887 furono eseguiti vari interventi, che fecero assumere alla chiesa la sua attuale fisionomia.
Nel 1864 iniziò la devozione mariana per la Vergine delle Grazie, con probabile erezione dell'altare dedicato; allo stesso tempo furono sospese le tradizionali processioni verso la parrocchiale di Madrisio.

## Descrizione

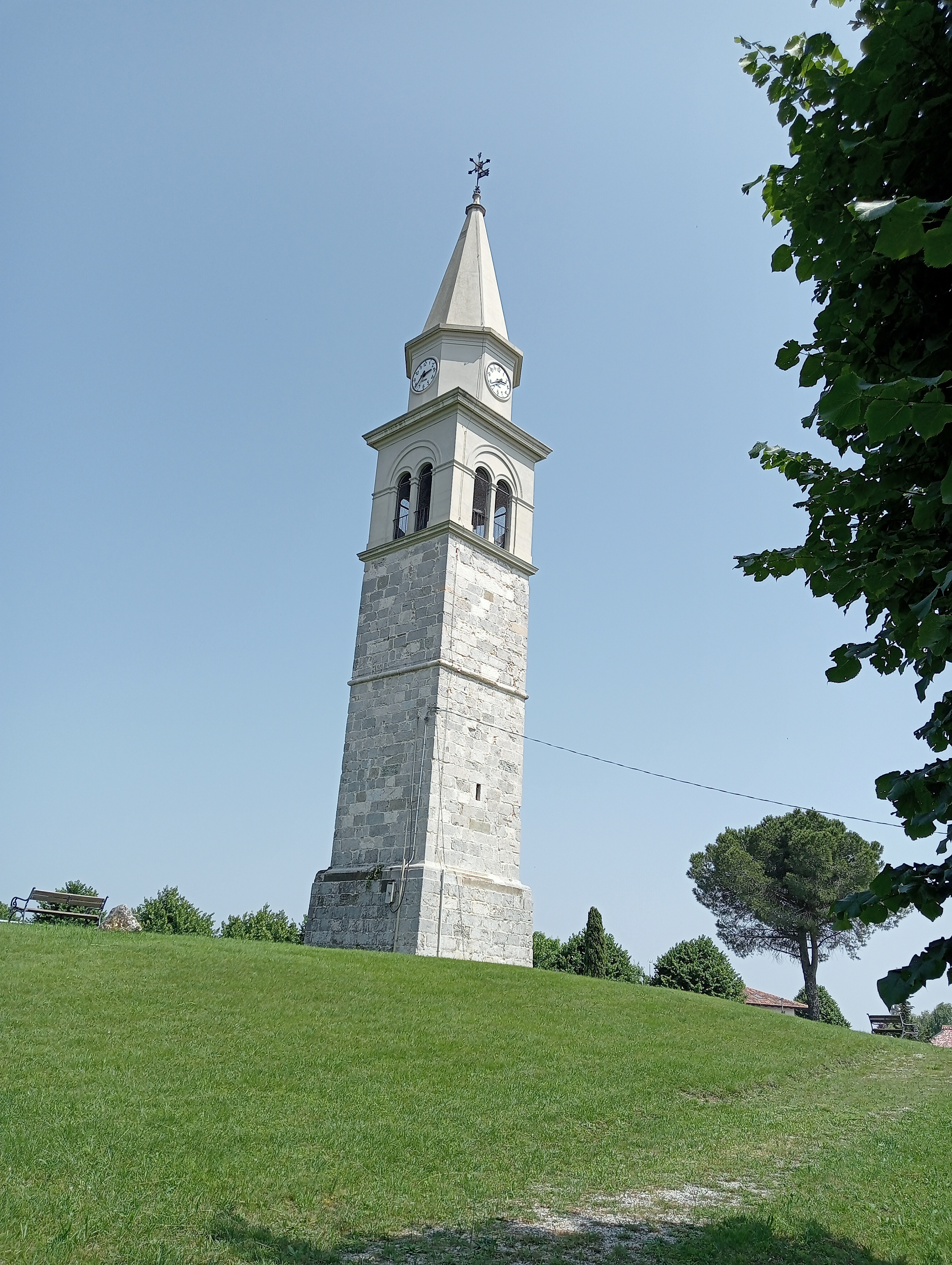
Il campanile della chiesa

La chiesa presenta una facciata semplice e sobria che riflette la sua origine medievale, successivamente ampliata nei secoli successivi; incornicia un portale d'ingresso centrale, affiancato da strutture murarie più semplici, seguendo uno schema lineare. La facciata non ha frontoni o elementi barocchi, ma mantiene una chiarezza visiva, con superfici intonacate o in pietra non lavorata, senza ornamenti architettonici di rilievo. Il portale centrale, sebbene ampio, non sembra di pregio artistico particolare ma è funzionale all’attività parrocchiale.
La torre campanaria è notevolmente discosta dalla chiesa ed è posta sulla sommità della collina che sovrasta il paese. 
All’interno della Chiesa sono presenti tre altari dedicati rispettivamente a San Valentino, a San Floriano e a San Giovanni Apostolo. La Pala di San Floriano sull’altare maggiore è forse opera di Vittorino Bagattini.